# Chiesa di Santa Maria Assunta vecchia (Galzignano Terme)
La chiesa di Santa Maria Assunta è un edificio sacro ubicato sull'omonimo colle che si erge (Colle della Chiesa comunemente chiamato "Monteselo"), dominando il paese, ai margini settentrionali dell'abitato di Galzignano Terme, in provincia di Padova. Nei pressi della struttura é presente il cimitero di Galzignano. La chiesa ebbe il titolo di parrocchiale fino alla costruzione della chiesa di Santa Maria Assunta posta al centro dell'abitato, che la sostituì nelle celebrazioni delle funzioni religiose.

## Storia
Il primo documento che testimonia l'esistenza della chiesa risale al 14 marzo 1077 e si trova nell'archivio capitolare di Verona. Testimonianza dell'esistenza di questa chiesa furono anche i ritrovamenti di una statuetta risalente all'età del ferro e di una lucerna in bronzo di epoca romana. Successivamente, in un documento del 1117 per la prima volta si conosce il santo a cui venne dedicato a Maria.
All'interno del territorio di Galzignano era inoltre presente anche la chiesa della Santissima Trinità, costruita nel 1346 e donata ai frati minori di Sant'Antonio di Padova nel 1347 da Riccobona Da Carrara, sorella del signore di Padova, che viveva a Galzignano. Riccobona decise di ergere la chiesa in onore del marito, Antonio da Lozzo, alla sua morte. Oggi sono rimasti in piedi solo alcuni muri dell'abside maggiore, mentre il convento venne trasformato in una trattoria tutt'oggi aperta.
Documenti successivi indicano che la Chiesa era adornata da affreschi, realizzati su commissione delle nobili famiglie patavine, testimoniando l'importanza di questo borgo situato nei Colli Euganei. Durante i mesi estivi, vi risiedevano infatti, i Carraresi, i Buzzaccarini, i da Lozzo e altre celebri famiglie provenienti da Padova facente parte della Urbs Picta.
Nel 1670, la chiesa subì una completa ricostruzione e ampliamento, assumendo l'aspetto e lo stile attuali. In quel periodo, la Serenissima Repubblica di Venezia esercitava il suo dominio sui Colli Euganei, e la committenza della chiesa rifletteva certamente i splendori delle ville venete della zona e per questo furono chiamati a lavorare diversi pittori e scultori.

## Architettura
L'architettura della chiesa ricorda lo stile di una villa veneta in epoca rinascimentale. 

## Interno
La chiesa è a navata unica e presenta tre diversi altari. L'altare maggiore è adornato da una pala seicentesca dipinta da Claudio Ridolfi decorata da con la raffigurazione di San Filippo Neri e Maria Assunta. Una lapide l'altare maggiore testimonia ancora la devozione ai santi con la citazione:
All'interno vi sono poi due altri minori. Troviamo inoltre altri tre grandi quadri che adornano la chiesa, due dei quali sono ex voto in occasione della peste del 1630, e poi una più piccola che si è scoperto rappresentare San Matteo e l'angelo di importante fattura in fase di restauro.

## Campanile

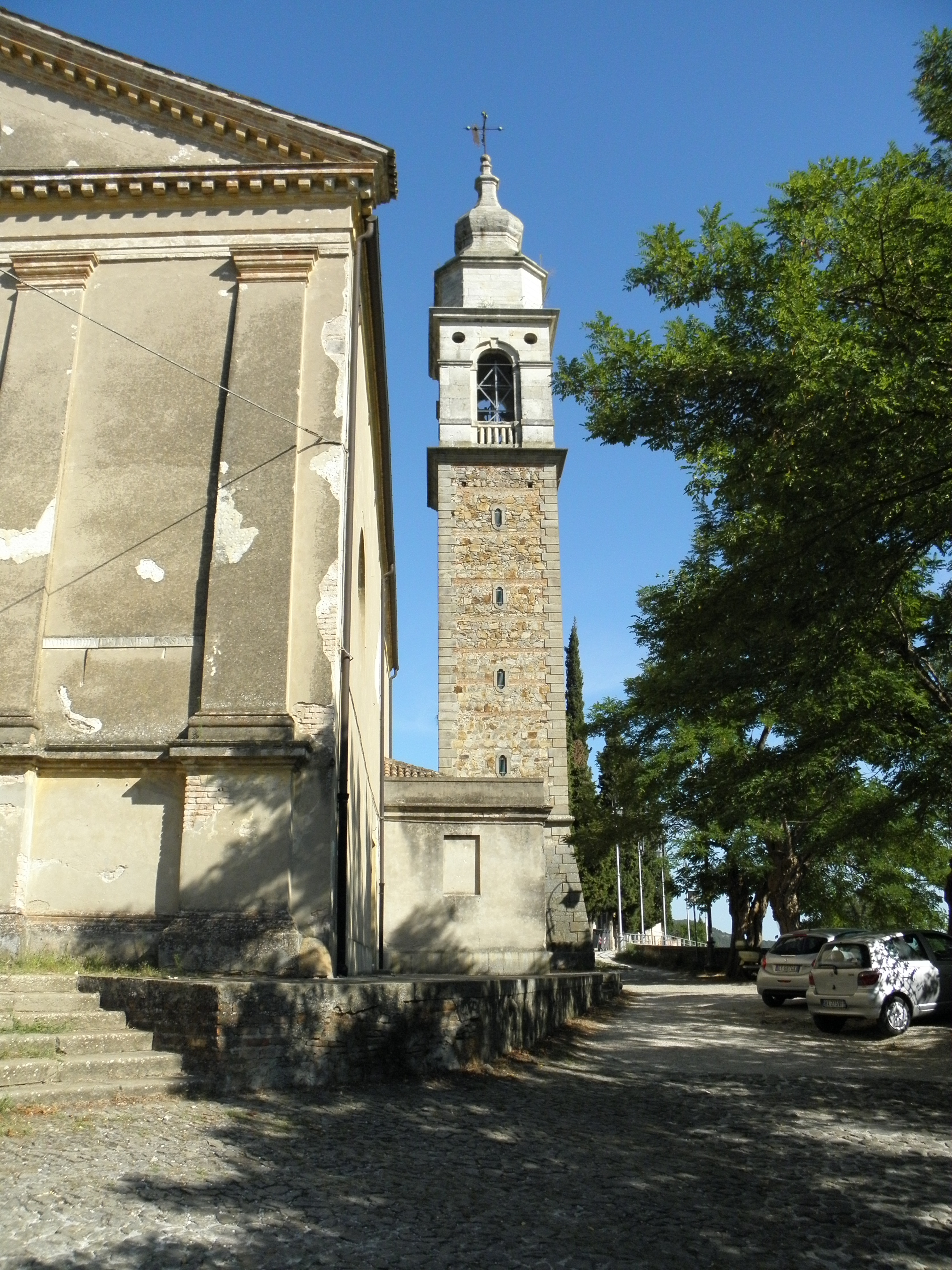
Il campanile della chiesa, tutt'oggi funzionante

Il 16 aprile 1879 iniziarono gli scavi delle fondamenta. Il 22 giugno 1879, essendo la traslazione della festa del Sacro Cuore di Gesù, fu benedetta la prima pietra da collocare nelle fondamenta. Nell'anno 1882, venne collocata la croce con la benedizione da parte di un padre dell'eremo del monte Rua che ebbe il permesso dal  pontefice Leone XIII. Il 12 maggio 1895 furono poste sulla “seiatura” le quattro campane benedette, ognuna dedicata a un santo. Tutt'oggi questo campanile viene utilizzato dalla nuova chiesa.

### Campane
Le prime notizie delle campane si hanno nel 1850, quando per un mal posizionamento andarono a sbattere due campane e si ruppero. Così furono rifuse e benedette le nuove campane nel 1851. Negli anni successivi si decise di costruire un nuovo campanile e nel settembre del 1894 venne scelto De Poli Vittorio, il quale avrebbe fuso le campane. Nel 1895 nella fabbrica di costruzione vennero benedette le quattro campane, ognuna delle quali dedicata ad un Santo: la più grande a santa Maria Assunta, la seconda a San Valentino, la terza a sant'Antonio da Padova e la più piccola a san Raffaele Arcangelo.

## Cimitero
Le salme, inizialmente, venivano sepolte all'interno della chiesa. Successivamente vennero creati apposti spazi adibiti alla sepoltura. Nasce quindi il primo cimitero di Galzignano posto alla destra del sagrato di cui abbiamo le prime testimonianze nel 1366. Sappiamo che poi venne spostato grazie a un documento del 1572 che testimonia che il cimitero era posto a mezzogiorno della chiesa. Nel 1680 il vescovo prescrive di fare circondare il cimitero con un muto o una siepe per evitare che gli animali potessero entrare. Negli anni successivi fino al 1999 vennero effettuati diversi lavori di ampliamento, poiché considerato in vari momenti di insufficiente grandezza, tanto da costringere a portare i defunti nel cimitero di Valsanzibio.

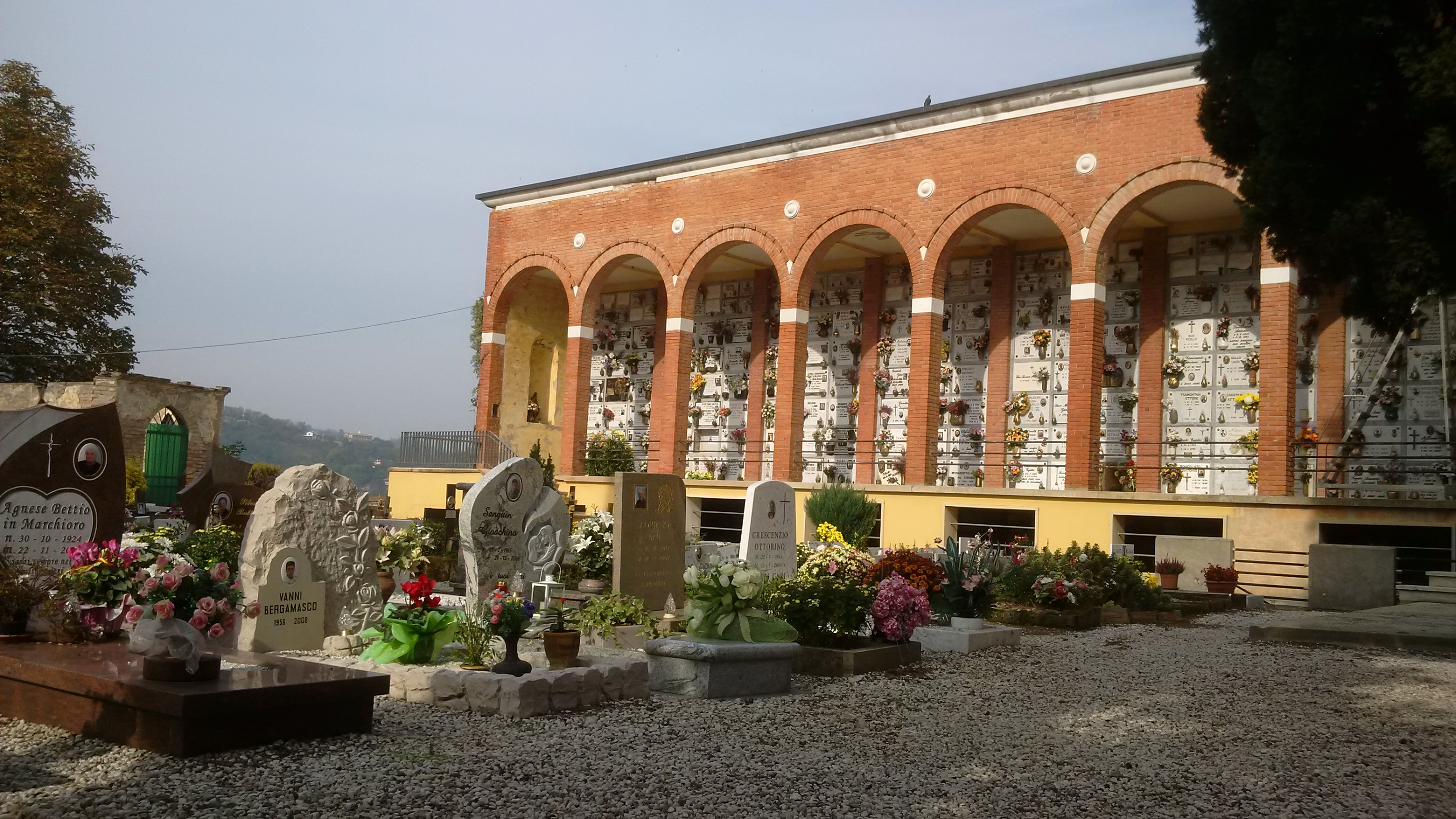
Il cimitero
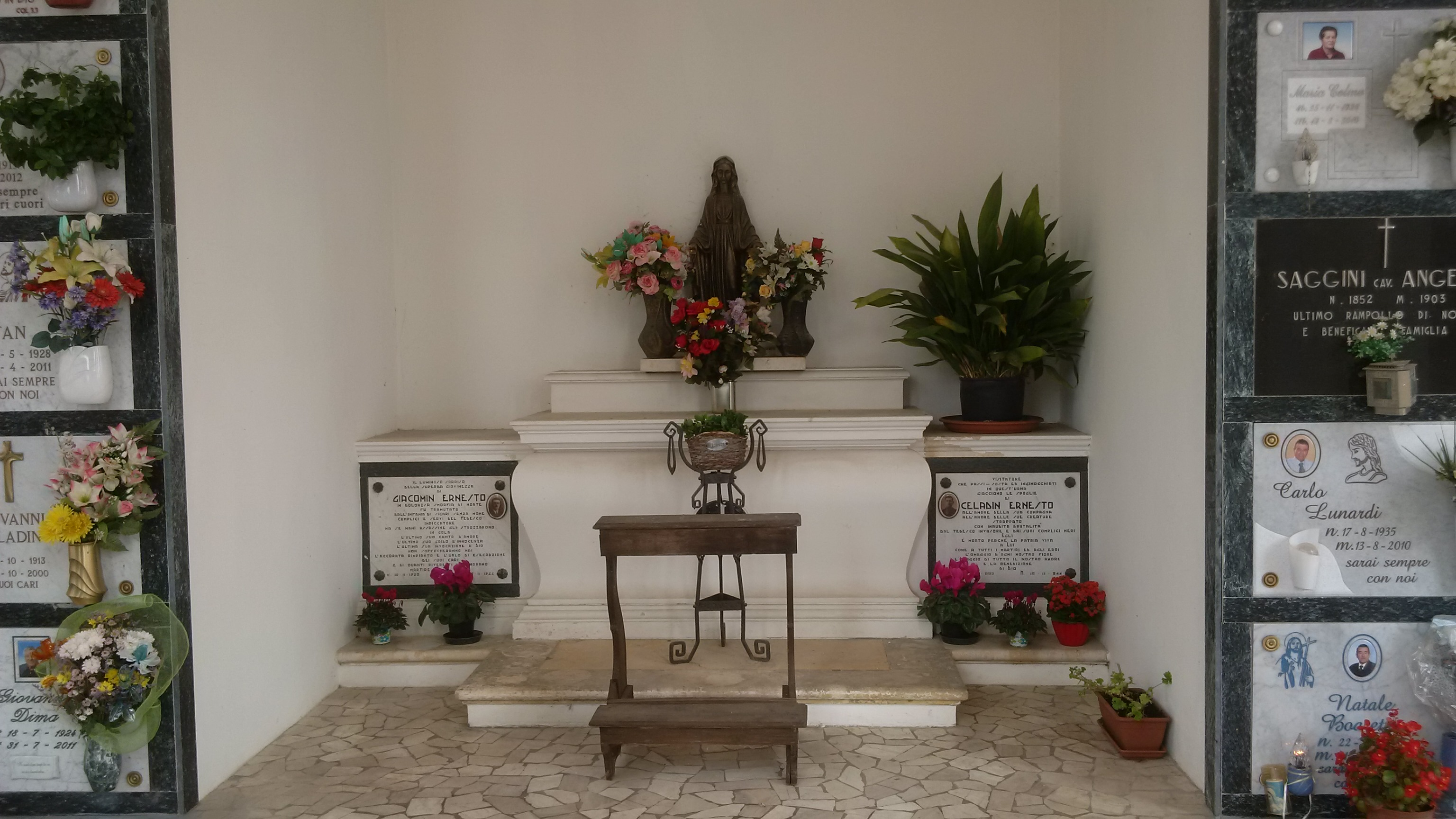
Lapidi vittime dell'eccidio di Vallarega